# 乔治·珀尔
乔治·珀尔（英語：George Perle，1915年5月6日—2009年1月23日），美国作曲家、音乐理论家。生于新泽西州贝永，毕业于德保罗大学，曾以私人学生身份跟随克热内克学习。二战时加入过美军。1956年在纽约大学获博士学位。他的音乐创作受第二维也纳乐派影响，但并未直接照搬该乐派的十二音技法，而是自创了一套“十二音调性（twelve-tone tonality）”。他还是研究贝尔格的权威，1968年与斯特拉文斯基等人一同创办“贝尔格社团”。1986年获普利策奖。1989年至1991年任旧金山交响乐团驻团作曲家。2009年在纽约逝世。他作有多部室内乐曲，代表作有第四木管五重奏、钢琴与室内乐队《小夜曲III》、大提琴曲《希伯来旋律》等。著作包括《十二音调性》《序列音乐写作与无调性：勋伯格、贝尔格与韦伯恩音乐介绍》等。